# Кремлёвская диета
Кремлёвская диета — одна из разновидностей диет, в которой практикуется ограничение потребления углеводов. Российский аналог диеты Дюкана, однако она менее сбалансирована и значительно упрощена в ущерб результату. Это высокобелковая диета, в отличие от кетогенной диеты и диеты Аткинса.
По кремлёвской диете каждому продукту присваивается «цена» в условных единицах, где каждая единица — один грамм углеводов. За каждый грамм углеводов начисляются очки, количество которых за день не должно превышать определённого значения, разного на разных этапах диеты. Чтобы перестроить организм на новое питание первые две недели (в фазе индукции) необходимо строго придерживаться ограничения в 20 очков. На этапе похудения установлено ограничение в 40 очков. Для сохранения веса нужно набирать до 60 очков. Считается, что при употреблении углеводов на более чем 60 очков происходит увеличение веса.
Также диетой предусмотрено обильное питьё (что противопоказано людям с больными почками).

## Принцип действия
При потреблении недостаточного количества углеводов у человека снижается уровень глюкозы в крови, что вызывает в организме переработку жировых запасов в глюкозу. Диета не накладывает ограничения на употребление белков, но особо оговаривается, что их неограниченное потребление (намного больше, чем до диеты) негативно отражается на здоровье. В частности, в организме накапливается много азота.
Данная диета предусматривает строгий подсчёт количества съеденных углеводов. Из рациона полностью исключаются высокоуглеводные блюда, такие как мучные и кондитерские изделия, крупы (то есть содержащие крахмал или сахар).
Существует ошибочное мнение, что суть кремлёвской диеты в том, что мяса можно есть неограниченное количество, нужно только жестко ограничить потребление углеводов.
При соблюдении диеты для поддержания тонуса мышц рекомендуется выполнять физические упражнения. Кроме того, обязательным является потребление овощей.

## Противопоказания
На диете нельзя сидеть беременным женщинам, людям с больными почками, сердцем, желудком.
Продление диеты на срок более двух недель может обернуться повышенным холестерином в крови и пониженным мышечным тонусом.

## Падение популярности
На фоне успеха кремлёвской диеты ряд издательств выпустил книги, содержащие не только неправильное толкование системы, но и рецепты авторов, не имевших никакого отношения к диетологии. Так, в список разрешённых продуктов были включены мука, сахар, картофель, шоколад. Возник ряд критических статей, которые, по сути, к кремлёвской диете не относятся. В связи с этим эффективность, а значит и популярность диеты сошла на нет.